# Jean-Luc Godard
Jean-Luc Godard (París, 3 de desembre de 1930 - 13 de setembre de 2022) va ser un crític i director de cinema franco-suís. Va cultivar un cinema avantguardista i experimental. És considerat un dels membres més influents de l'anomenada nouvelle vague, que renovà el cinema francès i tingué arreu una gran influència. El seu primer llargmetratge, À bout de souffle, va obtenir un gran reconeixement al Festival de Canes de 1959, a pesar de no aconseguir cap premi. El cine de Godard es caracteritza per la seva irreverència i rebel·lia. Va ser un renovador que va trencar amb el muntatge considerat clàssic. Col·laborà com a crític primer a Gazette du Cinéma i més tard a Cahiers du Cinéma sota el pseudònim de Hans Lucas. En aquesta publicació coincidí amb els que esdevindrien els altres membres de la nouvelle vague, François Truffaut, Éric Rohmer, Claude Chabrol i Jacques Rivette. Es va casar amb l'actriu Anna Karina, que protagonitzà diverses de les seves pel·lícules.

## Biografia

### Primers anys
Fill d'un metge i net per part de mare de banquers suïssos, va viure els seus primers anys en aquest país. Va traslladar-se a París durant la seva adolescència, on estudià etnologia a la Sorbona. En aquesta època comença a descobrir la seva gran passió pel cinema i va freqüentar contínuament la Cinemateca Francesa i els cineclub parisencs.
El 1950 va començar a treballar com a crític cinematogràfic en diverses revistes, entre elles Cahiers du Cinéma, en les quals utilitzava el pseudònim de Hans Lucas. En aquesta publicació coincidiria amb la plana major de la nouvelle vague, François Truffaut, Éric Rohmer, Claude Chabrol i Jacques Rivette.
En morir la seva mare el 1954, es va traslladar de nou a Suïssa on va treballar com a paleta, fet que va servir com a argument al seu primer documental, Operation Béton. En tornar a París, mentre continuava treballant en Cahiers du Cinéma, va rodar els curtmetratges Une femme coquette (1955) i Tous els garçons s'appellent Patrick (1957).

## Carrera

### L'època daurada de la Nouvelle vague
A l'estiu de 1959 va començar el rodatge del seu primer llargmetratge, À bout de souffle, sobre un guió de François Truffaut —de qui va ser, durant aquests anys, molt amic— i amb la col·laboració de Claude Chabrol. La pel·lícula, protagonitzada per Jean-Paul Belmondo i Jean Seberg, va suposar una revolució en la manera de filmar en utilitzar tècniques fins llavors poc emprades, com rodar càmera en mà, utilitzar l'estil documental o saltar d'un pla a un altre. Malgrat no aconseguir cap premi al Festival de Cannes, va guanyar l'Ós de Plata al Festival de Berlín i el Premi Jean Vigo.
El 1960 va dirigir el seu segon llarg, El soldadet, que va ser prohibit a França durant tres anys. Aquest film va ser protagonitzat per Anna Karina, actriu amb qui es va casar un any més tard i que protagonitzaria diversos dels seus projectes posteriors.
Durant els següents anys, Godard va col·laborar amb altres integrants de la Nouvelle vague com a actor, codirector o productor, alhora que va dirigir pel·lícules enormement influents que van ser aclamades per la crítica cinematogràfica com ara Bande à part o Pierrot el boig. Alguns dels premis que va aconseguir en aquesta època van ser el premi especial del jurat i el de la crítica de la Mostra de Venècia per Viure la seva vida, el seu segon Ós d'Or per Alphaville, i un nou premi especial del jurat a la Mostra per La Chinoise.
A partir de Made in USA el cinema de Godard, ja abans caracteritzat pel radicalisme formal, va incorporar un progressiu radicalisme polític que va cristal·litzar en dos llargmetratges, La Chinoise i Week End, preludi de la seva incorporació al moviment maoista.

### Etapa política
A partir d'Alphaville rodada el 1967, i després de divorciar-se d'Anna Karina i casar-se amb l'actriu Anne Wiazemsky, Godard va incloure en els seus treballs moltes referències i cites del maoisme i del marxisme-leninisme, ideologies en aquell moment familiars en els cercles d'intel·lectuals, estudiants i obrers que participarien poc després en la revolta del Maig del 68.
Va crear el Col·lectiu Dziga-Vertov amb Jean Pierre Gorin, Armand Marco i Jean Henri Roger i van rodar, sovint en 16 mm, amb influències del cinema de propaganda soviètic, però sense oblidar les qüestions estètiques. El maig de 1968 el Festival de Canes fou suspès per les interrupcions en les projeccions, concretament Peppermint Frappé de Carlos Saura, que van protagonitzar Godard, Truffaut, Roman Polanski i Louis Malle, cineastes que formaven part del jurat, per deixar clara la seva postura respecte del moviment estudiantil i obrer que succeïa en aquell moment i del que el festival semblava no fer-se'n ressò.
Aquell any va dirigir també Sympathy for the Devil, un documental singular on Godard accedí als assajos i intimitats del grup The Rolling Stones, tot apropant-se de manera subtil al seu procés creatiu.
Després de les eleccions europees del 2014, en què el partit d'extrema dreta Front Nacional va guanyar les eleccions a França, Godard va opinar que François Hollande hauria de nomenar Marine Le Pen com a Primera Ministra.

### Les dècades de 1970 i 1980
Sense dissoldre el Grup Dziga Vertov, i encara compromès amb la militància revolucionària, Godard va provar de dirigir films de ficció convencional que exemplifiquessin les teories maoistes dirigint-se a un públic més ampli. Com a primera peça d'aquest projecte, i codirigint amb Jean-Pierre Gorin, va estrenar el 1972 el llargmetratge Tot va bé, protagonitzat per Yves Montand i Jane Fonda. No obstant això, i a pesar que tant Godard com Gorin havien planejat fundar la productora Tot Va Bastant Bé amb la qual dirigir nous projectes de tall marxista, uns mesos després van fer una severa autocrítica dels pressupostos teòrics sota els quals s'havia rodat Tot va bé en el documental Carta a Jane, després del qual el Grup Dziga Vertov es va dissoldre definitivament.
Godard, ja separat d'Anne Wiazemsky, va rebutjar tota la seva etapa maoista en el documental Aquí i en un altre lloc, estrenat el 1976 i codirigit amb Anne-Marie Mieville.
A la dècada de 1980 tornaria al cinema convencional de 35 mm i rodaria pel·lícules polèmiques com Jo et saludo, Maria, en paral·lel amb Anne-Marie Mieville. A finals de la dècada va començar a treballar en una sèrie documental titulada Histoire(s) du cinéma, en la que donaria la seva particular visió sobre la història del cinema i que Canal Plus francès va emetre l'any 2000. És una obra conceptual, plena d'imatges superposades i textos, de polèmiques i de poesia, que es prolonga en la dècada següent.

### Últimes pel·lícules
A més, va rodar Allemagne 90 neuf zéro (1991) i Els Enfants jouent à la Russie (1993), sobre aquests anys crítics. I va fer Hélas pour moi (1993) film que s'inspira en la llegenda d'Alcmena i Amfitrió, pertanyent a la mitologia grega, que va ser portada al teatre per Plauto, Molière, Kleist i Giraudoux; vol mostrar el desig encarnat en l'home; i utilitza així mateix idees de Leopardi sobre l'amor. Va fer més tard, un retrat de si mateix a JLG/JLG - autoportrait de décembre (1995), i una pel·lícula For Ever Mozart (1996), en la qual està present la música del títol.
Després realitzarà La nostra música (2004), i després d'uns curts, el 2010, Film Socialisme.
El 2012, la productora Wild Bunch va anunciar un nou film de Godard, Adieu au Language, pel·lícula rodada en 3D pel seu director de fotografia, Fabrice Aragno. El 2018 va presentar a competició oficial del Festival de Cannes la pel·lícula Le livre d'image.
El 13 de setembre de 2022, el diari Libération va publicar que havia mort per suïcidi assistit, envoltat dels seus afins a Rolle, Suïssa, gaudint de bona salut.

## Premis i reconeixements
Festival Internacional de Cinema de Cannes
| Any  | Categoria           | Pel·lícula               | Resultat  |
| ---- | ------------------- | ------------------------ | --------- |
| 2014 | Premi del Jurat     | Adéu al llenguatge       | Guanyador |
| 2018 | Palma d'Or especial | El llibre de les imatges | Guanyador |

Festival Internacional de Cinema de Venècia
| Any  | Categoria                                   | Pel·lícula                   | Resultat  |
| ---- | ------------------------------------------- | ---------------------------- | --------- |
| 1962 | Premi especial del jurat                    | Viure la seva vida           | Guanyador |
| 1962 | Premi Pasinetti                             | Viure la seva vida           | Guanyador |
| 1967 | Premi especial del jurat                    | La Chinoise                  | Guanyador |
| 1982 | León d'Or a tota la seva carrera            | -                            | Guanyador |
| 1983 | Lleó d'Or                                   | Nom: Carmen                  | Guanyador |
| 1983 | Premi tècnic                                | Nom: Carmen                  | Guanyador |
| 1991 | Medalla d'or del President del Senat italià | Allemagne année 90 neuf zéro | Guanyador |

- 1965 - Os d'Or a Festival de Berlín per Alphaville
- 1995 - Premi Theodor W. Adorn (Theodor W. Adorn Preis) de la ciutat de Frankfurt del Meno (Alemanya)
- 2010 - L'Acadèmia de Hollywood li va concedir l'Óscar honorífic.[20]

## Filmografia
Les principals obres de la seva filmografia són:
| - Opération béton (1954) - Une femme coquette (1955) - Charlotte et Véronique, ou Tous les garçons s'appellent Patrick (1959) - Charlotte et son Jules (1960) - Al final de l'escapada (1960) - Une femme est une femme (1961) - Une histoire d'eau (1961) - Vivre sa vie: Film en douze tableaux (1962) - Les Sept péchés capitaux (1962) (segment de "La Paresse") - Le Mépris (1963) - Les Carabiniers (1963) - Ro.Go.Pa.G. (1963) (segmento de "Il Nuovo mondo") - Le Petit soldat (1963) - Une femme mariée: Suite de fragments d'un film tourné en 1964 (1964) - Les Plus Belles Escroqueries du monde (1964) (segment de "Le Grand escroc") - Bande à part (1964) - Reportage sur Orly (1964) - Pierrot el boig (Pierrot le fou) (1965) - Paris vu par... (1965) (segment de "Montparnasse-Levallois") - Alphaville, une étrange aventure de Lemmy Caution (1965) - Made in USA (1966) - Masculí femení (1966) - Week End (1967) - Loin du Vietnam (1967) (segment de "Caméra-oeil") - La Chinoise (1967) - Le Plus vieux métier du monde (1967) (segment d'"Anticipation, ou l'amour en l'an 2000") - 2 ou 3 choses que je sais d'elle (1967) - Sympathy for the Devil (1968) - Cinétracts (1968) - Un film comme les autres (1968) - Le Gai savoir (1969) - Amore e rabbia (1969) (segment de "L'Amore") - Le Vent d'est (1970) - British Sounds (1970) - Pravda (1970) - Vladimir et Rosa (1970) - Lotte in Italia (1971) - Letter to Jane (1972) - Tot va bé (1972) - One P.M. (1972) - Numéro deux (1975) - Ici et ailleurs (1976) - Six fois deux/Sur et sous la communication (1976) (minisèrie) (TV) - "France/tour/detour/deux/enfants" (1977) (minisèrie) (TV) - Comment ça va (1978) - Scénario de 'Sauve qui peut la vie' (1979) | - Sauve qui peut (la vie) (1980) - Lettre à Freddy Buache (1981) - Passion (1982) - Scénario du film 'Passion' (1982) - Prénom Carmen (1983) - "Série noire" (1984) TV Series - Détective (1985) - Je vous salue, Marie (1985) - Grandeur et décadence (1986) (TV) - Meetin' WA (1986) - Soft and Hard (1986) - Soigne ta droite (1987) - Aria (1987) (segment d'"Armide") - King Lear (1987) - "Les Français vus par" (1988) (mini) (segment de "Le dernier mot") - On s'est tous défilé (1988) - Puissance de la parole (1988) - Histoire(s) du cinéma: Toutes les histoires (1989) (V) - Histoire(s) du cinéma: Une histoire seule (1989) (V) - Le Rapport Darty (1989) - Nouvelle vague (1990) - Comment vont les enfants (1990) (segment de "L'enfance de l'art") - Allemagne 90 neuf zéro (1991) - Contre l'oubli (1991) (segment de "Pour Thomas Wainggai, Indonésie") - Hélas pour moi (1993) (uncredited) - Les Enfants jouent à la Russie (1993) - JLG/JLG - autoportrait de décembre (1995) - Deux fois cinquante ans de cinema français (1995) - For Ever Mozart (1996) - Histoire(s) du cinéma: Fatale beauté (1997) (V) - Histoire(s) du cinéma: Seul le cinéma (1997) (V) - Histoire(s) du cinéma: La monnaie de l'absolu (1998) (V) - Histoire(s) du cinéma: Le contrôle de l'univers (1998) (V) - Histoire(s) du cinéma: Les signes parmi nous (1998) (V) - Histoire(s) du cinéma: Une vague nouvelle (1998) (V) - The Old Place (1998) - L'Origine du XXIème siècle (2000) - Éloge de l'amour (2001) - Ten Minutes Older: The Cello (2002) (segment "Dans le noir du temps") - Liberté et patrie (2002) (V) - Notre musique (2004). - Prière pour refusniks (curt, 2004) - Film Socialisme (2010) - "Adieu au langage" (2014) - "Le livre d'image" (2018) |